# کلادکاکا
کلادکاکا (به انگلیسی: Kladdkaka) کیک شکلاتی محبوب سوئدی است. این کیک یک دسر شکلاتی غنی با نمای بیرونی ترد و فضای داخلی نرم است. این کیک شکلاتی متراکم و جمع و جور شبیه کیک شکلات مذاب است. مواد تشکیل دهندهٔ آن آرد، تخم‌مرغ، کره، شکر و کاکائو است. تفاوت اصلی کلادکاکا با سایر کیک‌ها در کم بودن مقدار جوش شیرین آن است. این کیک گاهی با خامه زده‌شده یا بستنی وانیلی و تمشک خورده می‌شود.
منشأ این کیک مشخص نیست. یک نظریه این است که که منشأ آن به جنگ جهانی دوم بر می‌گردد زیرا در آن دوره کشور سوئد دچار کمبود جوش شیرین بوده‌است.
کلادکا از واژهٔ سوئدی (kladdig) به معنای چسبناک گرفته شده‌است.
روز ۷ نوامبر از سال ۲۰۰۸ به عنوان روز کیک کلادکاکا نام گذاری شده‌است.